# Oceania Cup 2009
Oceania Cup 2009 – trzeci turniej z cyklu Oceania Cup, międzynarodowe zawody rugby union organizowane przez FORU dla rozwijających się zespołów z Oceanii, które odbyły się w dniach 27 czerwca–4 lipca 2009 roku. Stanowiły jednocześnie część kwalifikacji do Pucharu Świata w Rugby 2011.

## Informacje ogólne
Cztery uczestniczące zespoły rywalizowały systemem pucharowym w ciągu dwóch meczowych dni. Pary półfinałowe zostały ustalone na podstawie kryterium geograficznego.
W swoich konferencjach triumfowali reprezentanci Papui-Nowej Gwinei i Wysp Cooka, którzy spotkali się w finale zawodów o prawo gry z Samoańczykami o bezpośredni awans do Pucharu Świata 2011. W obecności Michaela Somare w rozegranym w Port Moresby spotkaniu triumfowali gospodarze przechodząc do dalszego etapu kwalifikacji.

## Drabinka
|  |                   |                   |                   |                   |    |             |             |       |
|  | Półfinał          | Półfinał          | Półfinał          |                   |    | Finał       | Finał       | Finał |
|  | Półfinał          | Półfinał          | Półfinał          |                   |    | Finał       | Finał       | Finał |
|  | 27 czerwca 2009   |                   |                   |                   |    |             |             |       |
|  |                   |                   |                   |                   |    |             |             |       |
|  | Wyspy Cooka       | Wyspy Cooka       | 29                |                   |    |             |             |       |
|  | Wyspy Cooka       | Wyspy Cooka       | 29                | 4 lipca 2009      |    |             |             |       |
|  | Niue              | Niue              | 7                 |                   |    |             |             |       |
|  | Niue              | Niue              | 7                 |                   |    | Wyspy Cooka | Wyspy Cooka | 21    |
|  | 27 czerwca 2009   |                   |                   |                   |    | Wyspy Cooka | Wyspy Cooka | 21    |
|  |                   |                   | Papua-Nowa Gwinea | Papua-Nowa Gwinea | 29 |             |             |       |
|  | Papua-Nowa Gwinea | Papua-Nowa Gwinea | Papua-Nowa Gwinea | Papua-Nowa Gwinea | 29 | 86          |             |       |
|  | Papua-Nowa Gwinea | Papua-Nowa Gwinea |                   |                   |    |             |             |       |
|  | Vanuatu           | Vanuatu           | 12                |                   |    |             |             |       |
|  | Vanuatu           | Vanuatu           | 12                |                   |    |             |             |       |

## Konferencja wschodnia
| 27 czerwca 2009 | Wyspy Cooka | 29:7 | Niue | ECOLight Stadium, Pukekohe |
| 27 czerwca 2009 |             | 29:7 |      | ECOLight Stadium, Pukekohe |

## Konferencja zachodnia
| 27 czerwca 2009 | Papua-Nowa Gwinea | 86:12 | Vanuatu | Lloyd Robson Oval, Port Moresby |
| 27 czerwca 2009 |                   | 86:12 |         | Lloyd Robson Oval, Port Moresby |

## Finał
| 4 lipca 2009 | Wyspy Cooka | 21:29 | Papua-Nowa Gwinea | Lloyd Robson Oval, Port Moresby |
| 4 lipca 2009 |             | 21:29 |                   | Lloyd Robson Oval, Port Moresby |